# Șelpahivka, Hrîstînivka
Șelpahivka (în ucraineană Шельпахівка) este o comună în raionul Hrîstînivka, regiunea Cerkasî, Ucraina, formată numai din satul de reședință.

## Demografie
Componența lingvistică a comunei Șelpahivka
     Ucraineană (98,22%)
     Alte limbi (1,78%)
Conform recensământului din 2001, majoritatea populației comunei Șelpahivka era vorbitoare de ucraineană (98,22%), existând în minoritate și vorbitori de alte limbi.